# Těžký průmysl

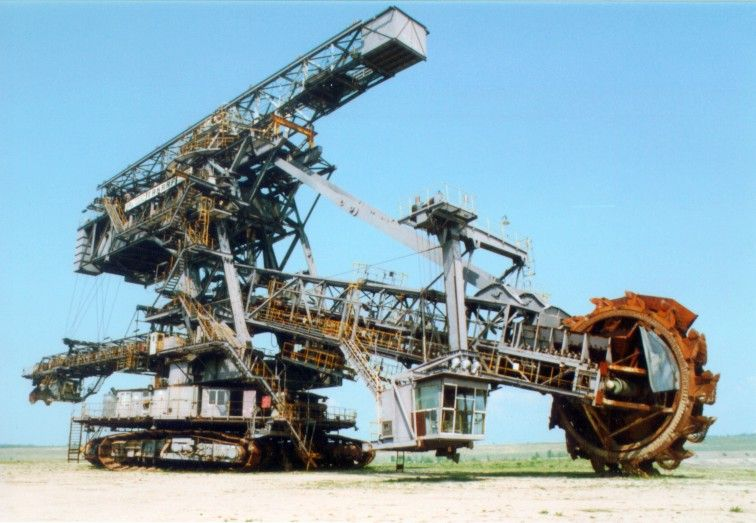
Velkostroj pro povrchovou těžbu nerostných surovin (uhlí).

Těžký průmysl je označení používané v běžné mluvě pro báňský a hutní průmysl. Jedná se vlastně o průmysl, kde se nevyrábí výrobky určené pro přímou spotřebu obyvatelstva.
Pod těžký průmysl jsou zahrnuty:
- Těžba surovin
- Hutnictví
- Strojírenství
- Energetika
- Zbrojní průmysl
- Chemický průmysl